# Qian Ying
Qian Ying, född 1903, död 1973, var en kinesisk politiker (kommunist). Hon var inrikesminister 1954–1959.